# On Avery Island
On Avery Island är det amerikanska indierockbandet Neutral Milk Hotels debutalbum, utgivet i mars 1996.

## Låtlista
Där inte annat anges är låtarna skrivna av Jeff Mangum.
1. "Song Against Sex" – 3:40
2. "You've Passed" – 2:54
3. "Someone Is Waiting" – 2:31
4. "A Baby for Pree" – 1:21
5. "Marching Theme" – 2:58
6. "Where You'll Find Me Now" – 4:04
7. "Avery Island/April 1st" (Jeff Mangum/Robert Schneider)  – 1:48
8. "Gardenhead/Leave Me Alone" – 3:14
9. "Three Peaches" – 4:01
10. "Naomi" – 4:53
11. "April 8th" – 2:47
12. "Pree-Sisters Swallowing a Donkey's Eye" (Jeff Mangum/all players)  – 13:49